# Pero Šoć
Pero Šoć (Ljubotinj, Crna Gora 28. lipnja 1884. – Beograd, 1. veljače 1966.), crnogorski kraljevski ministar, doktor znanosti, slobodni zidar.
Prije Prvog svjetskog rata dužnosnik u crnogorskom brzojavu, Ministarstvu financija i Ministarstvu vanjskih poslova.
Kao stalan član crnogorske kraljevske Vlade (Ministarski savjet) u egzilu (kod premijera Jovana Plamenca i generala Milutina Vučinića), Šoć je jedan od najutjecajnijih diplomatskih boraca Za Pravo, Čast i Slobodu Crne Gore.
Godine 1926., nakon amnestije, Šoć se doselio u Beograd, no nikad se više nije bavio politikom. Od 1929. ravnatelj je jugoslavenskoga PTT-a, te publicist i proučavatelj povijesti.
1933. osnovao je u Beogradu Društvo za proučavanje istorije Crne Gore.